# 浅井清孝
浅井 清孝（あさい きよたか、1953年6月21日 - ）は、日本の実業家、ソフトウェアテスト会社のベリサーブの創業者・初代代表取締役社長。

## 概要
愛知県一宮市出身。早稲田大学理工学部機械学科卒業後、1977年にコンピュータサービス株式会社(後のCSK、現SCSK)に入社。1993年、CSKが当時最大顧客のIBMの仕事を失ったことにより、ソフトウェアテストを担当する検証部門に余剰人員が生じ、そのリストラが検討された。しかし、ソフトウェアテストに魅力を感じていた浅井が、経営会議の席で、ソフトウェアテストのアウトソーシングである第三者検証事業への参入を当時のCSK会長の大川功に提言して受け入れ、以後、CSKの第三者検証事業を担当した。2000年に取締役検証サービス事業部長に就任。2001年に検証サービス事業部のスピンオフにより、CSKの子会社として株式会社ベリサーブを設立、代表取締役社長に就任。ベリサーブを2003年にマザーズに株式公開、2007年に東証一部に市場変更するまで育て上げた。社内ではバンドクラブに所属してドラムを担当した。
2005年、第三者検証の重要性を訴えるために、ソフトウェアテスト関連企業の業界団体であるIT検証産業協会を設立、会長に就任。
2011年の住友商事によるCSK買収後は、ベリサーブの経営権が住友商事に移行したことより主導権を失い、2013年、社長を退任して会長に就任。2014年、ベリサーブを退社して株式会社ブイラボを設立、代表取締役社長に就任。2016年、IT検証産業協会の会長を退き、名誉会長に就任。